# ビバリー・マッカラム
ビバリー・マッカラム（Beverly B. McCollum, 1883年 - 1968年）はアメリカの歯科医師。ナソロジー概念の創世者の一人である。

## 略歴
- 1883年 生誕
- 1921年 ヒンジアキシス（蝶番軸）を発見する。
- 1926年 カリフォルニア・ナソロジカル・ソサエティーを設立する。
- 1929年 ナソグラフを開発する。
- 1930年 世界初の全調節性咬合器ナソスコープを開発する。
- 1968年 没する